# Issoire
Pour les articles homonymes, voir Issoire (homonymie).
Issoire est une commune française située dans le département du Puy-de-Dôme, en région Auvergne-Rhône-Alpes.
Elle est l'une des quatre sous-préfectures du département avec Ambert, Riom et Thiers. Ses habitants sont appelés les Issoiriens et les Issoiriennes.

## Géographie

### Localisation
Située au sud de Clermont-Ferrand, près de l'autoroute A75, en bordure de l'Allier, elle est traversée par la Couze Pavin, affluent de l'Allier.
Huit communes sont limitrophes :
| Pardines          | Saint-Yvoine | Orbeil      |
| Perrier           | Issoire      |             |
| Solignat Bergonne | Le Broc      | Parentignat |

### Géologie et hydrographie
En venant de Clermont-Ferrand, on doit d'abord traverser une profonde gorge rocheuse au niveau de l'horst de Saint-Yvoine, où court la tumultueuse Allier. Au sortir de cette gorge, on découvre Issoire s'ouvrant sur la Limagne du même nom. C'est une vallée fertile se développant sur un axe nord-sud le long de l'Allier en direction de Brioude. Elle s'agrémente de nombreuses buttes d'origine volcanique aux formes douces, dont les plus remarquables sont le puy d'Isson, Usson et Nonette.
La Limagne d'Issoire est aussi bordée de beaux plateaux formés de coulées de basalte comme à Perrier. La région d'Issoire est marquée par une architecture au caractère nettement méditerranéen. La douceur du paysage, la qualité de la lumière ont valu à cette région le surnom de « Toscane auvergnate ». Une accumulation de saphirs est découverte dans les années 2010 dans une rivière proche.

### Climat
Pour des articles plus généraux, voir Climat d'Auvergne-Rhône-Alpes et Climat du Puy-de-Dôme.
En 2010, le climat de la commune est de type climat du Bassin du Sud-Ouest, selon une étude du Centre national de la recherche scientifique s'appuyant sur une série de données couvrant la période 1971-2000. En 2020, Météo-France publie une typologie des climats de la France métropolitaine dans laquelle la commune est exposée à un climat de montagne ou de marges de montagne et est dans la région climatique Nord-est du Massif Central, caractérisée par une pluviométrie annuelle de 800 à 1 200 mm, bien répartie dans l’année.
Pour la période 1971-2000, la température annuelle moyenne est de 10,9 °C, avec une amplitude thermique annuelle de 17 °C. Le cumul annuel moyen de précipitations est de 561 mm, avec 7,2 jours de précipitations en janvier et 6,4 jours en juillet. Pour la période 1991-2020, la température moyenne annuelle observée sur la station météorologique installée sur la commune est de 12,0 °C et le cumul annuel moyen de précipitations est de 610,7 mm,. Pour l'avenir, les paramètres climatiques de la commune estimés pour 2050 selon différents scénarios d'émission de gaz à effet de serre sont consultables sur un site dédié publié par Météo-France en novembre 2022.
| Mois                                  | jan.           | fév.           | mars           | avril            | mai           | juin          | jui.          | août           | sep.         | oct.            | nov.             | déc.           | année      |
| ------------------------------------- | -------------- | -------------- | -------------- | ---------------- | ------------- | ------------- | ------------- | -------------- | ------------ | --------------- | ---------------- | -------------- | ---------- |
| Température minimale moyenne (°C)     | −0,1           | −0,2           | 1,9            | 4,5              | 8,3           | 11,9          | 13,4          | 13,2           | 9,9          | 7,6             | 3,5              | 0,6            | 6,2        |
| Température moyenne (°C)              | 3,9            | 4,7            | 7,9            | 10,9             | 14,7          | 18,7          | 20,6          | 20,4           | 16,5         | 12,9            | 7,7              | 4,6            | 12         |
| Température maximale moyenne (°C)     | 7,9            | 9,5            | 13,8           | 17,2             | 21,1          | 25,4          | 27,7          | 27,5           | 23,2         | 18,3            | 12               | 8,5            | 17,7       |
| Record de froid (°C) date du record   | −17,6 30.01.05 | −17,1 06.02.12 | −15,1 01.03.05 | −10,8 18.04.1997 | −1,2 06.05.02 | 1,5 04.06.01  | 4,3 17.07.00  | 2,2 30.08.1998 | 0,5 21.09.05 | −9,1 31.10.1997 | −11,5 24.11.1998 | −15,8 04.12.10 | −17,6 2005 |
| Record de chaleur (°C) date du record | 21,6 30.01.02  | 23,5 27.02.19  | 26,5 24.03.01  | 30,6 27.04.23    | 33,9 11.05.12 | 40,3 26.06.19 | 40,3 07.07.15 | 41,2 24.08.23  | 38 04.09.23  | 32,4 02.10.23   | 25 07.11.15      | 19,1 05.12.06  | 41,2 2023  |
| Ensoleillement (h)                    | 82,7           | 101,7          | 153,1          | 173,3            | 201           | 240,6         | 255,4         | 233,7          | 173,2        | 123,5           | 82,5             | 78,1           | 1 898,6    |
| Précipitations (mm)                   | 27,9           | 23,3           | 32,2           | 54,2             | 76,3          | 63,2          | 62,2          | 71,2           | 53,5         | 59,6            | 54,8             | 32,3           | 610,7      |

## Urbanisme

### Typologie
Au 1er janvier 2024, Issoire est catégorisée centre urbain intermédiaire, selon la nouvelle grille communale de densité à sept niveaux définie par l'Insee en 2022.
Elle appartient à l'unité urbaine d'Issoire, une agglomération intra-départementale regroupant deux communes, dont elle est ville-centre,,. Par ailleurs la commune fait partie de l'aire d'attraction d'Issoire, dont elle est la commune-centre,. Cette aire, qui regroupe 53 communes, est catégorisée dans les aires de moins de 50 000 habitants,.

### Occupation des sols
L'occupation des sols de la commune, telle qu'elle ressort de la base de données européenne d’occupation biophysique des sols Corine Land Cover (CLC), est marquée par l'importance des territoires artificialisés (48,5 % en 2018), en augmentation par rapport à 1990 (36,7 %). La répartition détaillée en 2018 est la suivante : zones urbanisées (28,2 %), terres arables (24,2 %), zones agricoles hétérogènes (15,6 %), zones industrielles ou commerciales et réseaux de communication (14,3 %), espaces verts artificialisés, non agricoles (6 %), prairies (5,3 %), forêts (5,2 %), eaux continentales (1,1 %). L'évolution de l’occupation des sols de la commune et de ses infrastructures peut être observée sur les différentes représentations cartographiques du territoire : la carte de Cassini (XVIIIe siècle), la carte d'état-major (1820-1866) et les cartes ou photos aériennes de l'IGN pour la période actuelle (1950 à aujourd'hui).

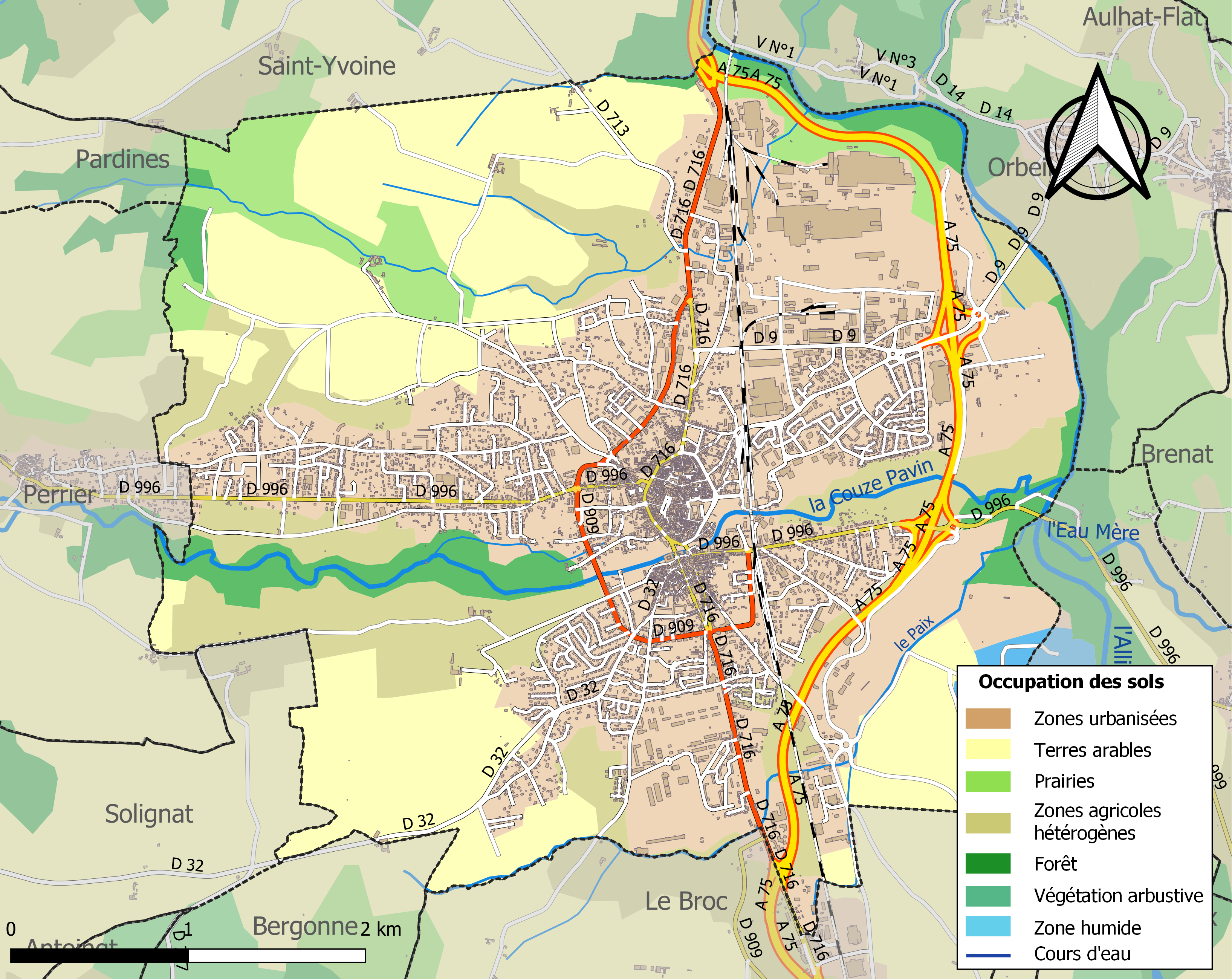
Carte des infrastructures et de l'occupation des sols de la commune en 2018 (CLC).

### Voies de communication et transports

#### Voies routières
La ville d'Issoire est desservie par l'autoroute A75 reliant Clermont-Ferrand à Béziers ; quatre échangeurs la desservent : no 11, au nord ; no 12, desservant le quartier des Prés et Orbeil par la D 9 ; no 13, desservant les quartiers sud de la commune par la D 996 ; no 14, desservant l'aérodrome.
La traversée du bourg s'effectue par la route départementale 716, ancienne route nationale 9 (avec deux antennes D 716a et D 716c).
La D 996 relie les Monts Dore et Champeix à l'ouest, à Sauxillanges et Ambert (une antenne, la D 996c, fermée à la circulation, passe par l'ancien pont de Parentignat).
Le territoire communal est également desservi par les routes départementales 9, vers le nord-est (Orbeil), 32, vers le sud-ouest (Solignat) et 713 (vers Saint-Yvoine).

#### Transports ferroviaires
Une gare est implantée sur la ligne de Saint-Germain-des-Fossés à Nîmes-Courbessac. Elle est desservie par les TER Auvergne-Rhône-Alpes en provenance ou à destination de Clermont-Ferrand (plus rarement au-delà). L'arrêt à cette gare est systématique pour les trains reliant Clermont-Ferrand à Brioude, Le Puy-en-Velay, Nîmes (dont Le Cévenol), Aurillac ou Béziers (Intercités « Aubrac »).

#### Transports en commun
Issoire est desservie par les lignes P20 (Anzat-le-Luguet – Issoire – Clermont-Ferrand, à la demande, uniquement le mercredi) et P44 (Besse-et-Saint-Anastaise – Issoire, à la demande, uniquement le samedi) du réseau Cars Région Puy-de-Dôme.
La ville d'Issoire et son agglomération ne disposaient d'aucun réseau de transports publics urbains. Le 9 décembre 2021, les élus de la communauté d'agglomération Agglo Pays d'Issoire, autorité organisatrice de la mobilité, ont décidé la mise en place d'un réseau de transports urbains. Celle-ci a signé un contrat avec l'entreprise Keolis pour l'exploitation d'un réseau composé de deux lignes régulières et d'une ligne de transport à la demande, assuré avec trois minibus électriques. Le réseau, appelé Cherpa, est entré en service le 1er juillet 2023. Il est composé de deux lignes (A et B) desservant la gare, et complété par un service de transport à la demande (Cherpa à la demande) et un service en milieu rural (Cherpa rural).

### Risques naturels et technologiques
La commune est soumise à plusieurs risques :
- inondation : un plan des surfaces submersibles concernant la rivière Allier a été prescrit le 17 octobre 1969[19] tandis qu'un plan de prévention du risque naturel d'inondation, prescrit le 15 novembre 2010, a été approuvé le 19 décembre 2013[18]. La Couze Pavin, affluent rive gauche de l'Allier coulant au sud du centre-ville, peut entrer en crue à tout moment[20] ;
- feu de forêt ;
- séisme : avant révision du plan de zonage sismique, la commune appartenait à la zone de sismicité IA (« très faible mais non négligeable[20] »). Depuis cette révision, la majorité des communes du département (Issoire comprise) fait partie de la zone de sismicité modérée, ou de niveau 3[19] ;
- risque industriel : la commune compte vingt installations « assez dangereuses », onze classées « dangereuses » et soumises à autorisation[20]. L'usine Constellium, spécialisée dans la fonderie et la transformation d'aluminium, est classée Seveso seuil bas[19] ;
- rupture de barrage ;
- transport de matières dangereuses : ces transports peuvent emprunter l'autoroute A75 et la voie ferrée.

Une canalisation de gaz naturel passe dans la commune.
Deux séismes d'intensité maximale ressentie VI le 9 octobre 1833 et VII le 26 août 1892 ont touché le secteur d'Issoire.
Trois événements graves se sont produits dans la commune :
- le 24 mars 1986, une explosion se produit dans la fonderie d'aluminium Cégédur[21] (ancien nom de Constellium) faisant quatre morts et vingt-cinq blessés[19] ;
- le 20 janvier 2000, un fort dégagement de vapeurs nitreuses se dégage d'une cuve d'acide fluo-nitrique, dans l'usine Aubert et Duval, spécialisée dans « le matriçage et l'usinage de pièces en alliage d'aluminium et de titane[19] » ;
- le 29 juillet 2002, une explosion d'un réacteur d'une usine de recyclage de bouteilles en PET engendre « un violent incendie », causant la fermeture de la ligne ferroviaire et de l'autoroute ainsi que l'évacuation, à la suite du risque d'explosion d'un autre réacteur, de la population dans un rayon de 500 mètres[19].

## Toponymie
Le nom de la localité est attesté sous les formes Iciodorensium (vicum) au VIe siècle, Iciodurum (idem) ; Yssiodorum / Issiodorum au XIVe siècle. Le nom de la ville s'est écrit pendant longtemps Yssoire. Le Y qui apparaît dans les armoiries en témoigne. C'est à partir de la Révolution que l'orthographe moderne Issoire s'est imposée.
La forme du VIe siècle désigne le bourg (vicus) d’Iciodurum, suivi du suffixe latin -ensi- « qui vit dans, qui habite à » pour qualifier ses habitants. Selon Albert Dauzat, à sa suite, Ernest Nègre et Xavier Delamarre, le nom d'Issoire représente la fixation toponymique du composé gaulois Iccio-durum,,,. Albert Dauzat et Ernest Nègre donne à *Iciodurum le sens de « forteresse dModèle:’Iccius (Iccios) », nom de personne gaulois, mais pour Xavier Delamarre, interpréter durum (duron) au sens de « forteresse » est peu probable, mais c'est plutôt « portes > marché clos, place, forum > ville close, bourg », comme l'indiquent le dérivé duorico « portique », qui semble calqué sur l'opposition latine portus / porticus, ainsi que le sens de « forum », les noms de lieux irlandais Dor, Duir et les cognats brittoniques dor « porte ». Jacques Lacroix émet toutefois une autre hypothèse : Issoire serait issue d'un type gaulois *Issioduro, ayant servi à désigner un « Bourg de la Basse Limite »[Quoi ?][pas clair]. La localité se trouvait jadis chez les Arvernes, près de la limite sud-est de la vicaria Telamitensis, marquée par la confluence de la Couze Pavin avec l'Allier.
En auvergnat, la ville s'appelait Soire, en graphie classique et Suire en écriture auvergnate unifiée (ce qui se prononce [ˈsujre], [ˈsujrə] ou localement [ˈsɥirə]),.

## Histoire
Plusieurs objets datant de cette époque furent découverts dès 1780 : urnes antiques, monnaies gauloises et romaines, vases funéraires gallo-romains.
Du Ve au VIIIe siècle, la mémoire de saint Austremoine tomba dans l'oubli. Ses reliques furent transférées à Volvic, puis à l'abbaye de Mozac. En 816, des moines bénédictins venus de Charroux dans le Poitou et fuyant les invasions normandes, se réfugient dans la région, à Saint-Yvoine. L'un d'entre eux, nommé Gislebert, se rend à Issoire et décide de reconstruire l'ancien monastère de Saint-Austremoine. Le nouveau monastère sera consacré en 937 par Bernard, évêque de Clermont, sous le double vocable de Saint-Pierre et Saint-Austremoine.

### Guerres de religion
Un protestant, Jean Bruguière est brûlé vif en 1548. Le 15 octobre 1575, durant la cinquième guerre de Religion, la ville est prise et pillée par les troupes du capitaine Merle. Lors de la sixième guerre suivante, en juin 1577, la ville est reprise et pillée par l'armée royale du duc d'Anjou. En 1589, la ville est de nouveau assiégée.
La ville d'Issoire est prise par les ligueurs le 10 février 1590. Le 11 février, Jacques de Villelume-Barmontet assiège les ligueurs réfugiés dans la citadelle, c'est alors que le chef de la Ligue Jean-Louis de La Rochefoucauld, comte de Randan, fait le siège de la ville tenue par les royalistes, commandés par Jacques de Villelume-Barmontet, maréchal de camp qui repoussent les ligueurs. Le 14 mars 1590, Jacques de Villelume-Barmontet, à la tête de cinquante cuirassiers, aide les troupes royales, les contingents de Clermont et les volontaires menés par François de Chabannes, marquis de Curton à poursuivre le comte de Randan et à le défaire à la bataille de Cros-Rolland, près d'Issoire. Il se marie en 1578 avec Magdelaine, Dame de Vassel. Le 15 mars 1590, Jacques de Villelume-Barmontet est nommé gouverneur d'Issoire, et dans sa charge de maréchal de camp, continue à prendre part aux opérations contre la Ligue jusqu'en 1595. Un contemporain, Julien Blauf, notable de la ville, rédigea une chronique des évènements de 1540 à 1622.

### Depuis leXIXesiècle

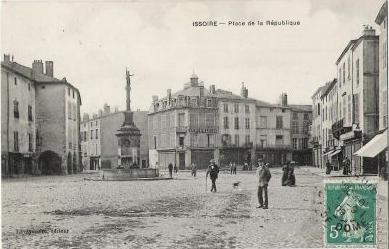
Place de la République à Issoire en 1909.

Issoire est restée longtemps agricole. Mais la crise du phylloxéra en 1895 fut un coup très dur. L'une des seules activités économiques est alors la batellerie : on transporte sur l'Allier, principalement, du bois de sapin. Il faut attendre 1831 pour que le premier pont sur l'Allier, à Parentignat, ne rende plus nécessaire le passage par un bac. L'arrivée du chemin de fer en 1855 entraîne la faillite des bateliers. L'installation d'un régiment d’artillerie donne un peu de souffle à l'économie.
Le 10 septembre 1943, 21 Issoiriens sont raflés par le chef de la police allemande pour le Massif Central (Sicherheitspolizei), regroupés dans les locaux du 92e régiment d'infanterie (France), à Compiègne puis au camp de Buchenwald. Sarah Stern, juive d'origine polonaise est torturée, puis jetée d'une fenêtre, place de la République. Près de la Tour de l'horloge, 2 rue du Ponteil, une plaque, gravée en 1983, lui rend hommage,.
Il est remplacé ensuite par le Centre d'entraînement des moniteurs de la Jeunesse algérienne (CemJA) en 1957 lui-même remplacé par l'École des apprentis techniciens de l'armée de terre (EATAT) en 1963, qui prend ensuite le nom d'École d'enseignement technique de l'armée de terre (EETAT) en 1964 puis en 1977 de ENTSOA (École nationale technique des sous-officiers d'active), fermée et remplacée en 1999 par le 28e régiment de transmissions. L'essor économique de la ville date du milieu du XXe siècle, avec l'installation d'une importante usine métallurgique.

#### Unités militaires ayant tenu garnison à Issoire
- 16e régiment d'artillerie de campagne à partir du 23 décembre 1913
- 35e régiment d'artillerie divisionnaire, avant 1939 – 1940
- 36e régiment d'artillerie légère, avant 1939 – 1940
- Centre d'entrainement des moniteurs de la Jeunesse en Algérie (CEMJA) juillet 1957 – juin 1962
- École des Apprentis techniciens de l'Armée de Terre, 1er octobre 1963 – 1964
- École d'Enseignement technique de l'Armée de Terre, 1964 – 1977
- École nationale technique des sous-officiers d'active, 1977 – 1998
- 28e régiment de transmissions, 1998

## Politique et administration

### Tendances politiques et résultats
Pour la première fois de son histoire, la ville d'Issoire, ancrée à droite, a voté en majorité pour un candidat de gauche (Ségolène Royal) dans une élection présidentielle, le 6 mai 2007, avec 52,94 % des suffrages exprimés.
En 2014, six listes s'étaient présentées aux élections municipales, dirigées par Bertrand Barraud, Jocelyne Carbonnier, Christine-Claire Fourgeaud, Jacques Magne, Dominique Morel et Laurent Pradier. Aucune de ces six listes n'obtenant la majorité absolue en nombre de voix, un deuxième tour est organisé : la liste de Bertrand Barraud (UMP) remporte l'élection avec 46,36 % des suffrages exprimés, battant celles de Jacques Magne (liste socialiste, 28,35 % des voix, 3 037 votants sur 6 550 exprimés), Laurent Pradier (liste divers, 15,28 %) et Dominique Morel (liste FN, exactement 10 %). Le taux de participation s'élève à 67,31 % (6 793 votants sur 10 092 inscrits).
En 2020, quatre listes se sont présentées aux élections municipales, dirigées par Bertand Barraud, Philippe Laville, Laurent Pradier et Mohammed Rkina. Au premier tour, la liste de Bertrand Barraud est élue avec 66,73% des suffrages exprimés, Laurent Pradier obtenant 12,98% des suffrages, Philippe Laville 11,45% et Mohammed Rkina 8,84%. Le taux de participation a été de 45,85% (10159 inscrits et 4657 votants).

### Administration municipale
| Période        | Période        | Identité                         | Étiquette    | Qualité |
| -------------- | -------------- | -------------------------------- | ------------ | --- |
| janvier 1790   | ?              | Jean Brès                        |              | Député à la Législative (1791) |
| janvier 1800   | juillet 1808   | Jean-Joseph Gabriel D'Augerolles |              | |
| juillet 1808   | avril 1815     | Jean Reymond                     |              | |
| avril 1815     | avril 1819     | Jacques Chassaing                |              | |
| avril 1819     | avril 1831     | Bertrand Jean-Luc Chomette       |              | |
| avril 1831     | décembre 1847  | Guillaume Triozon-Bayle          |              | |
| décembre 1847  | mai 1848       | Arthur Malos-Lafond              |              | |
| mai 1848       | février 1854   | Eugène Bournet                   |              | |
| février 1854   | septembre 1870 | Antoine Verniere                 |              | |
| septembre 1870 | septembre 1882 | Jean Naffre                      |              | Conseiller général (1871-1882) |
| septembre 1882 | mai 1884       | Jean Barissa                     |              | |
| mai 1884       | janvier 1885   | Antoine Foury                    |              | |
| janvier 1885   | juin 1885      | Auguste Charles                  |              | |
| juin 1885      | mars 1906      | Eugéne Gauttier                  |              | Conseiller général (1898-1904) |
| mars 1906      | décembre 1919  | Pierre Boyer                     |              | |
| décembre 1919  | mars 1923      | Jules Cibrand                    |              | Conseiller général (1904-1923) |
| mars 1923      | mars 1925      | Pierre-Antoine Rouvet            |              | |
| mai 1925       | avril 1941     | Albert Buisson                   | Radical      | Sénateur (1937-1944) Conseiller général (1928-1940) |
| avril 1941     | octobre 1944   | Jean Retu                        |              | |
| octobre 1944   | septembre 1945 | Georges Bienfait                 |              | |
| septembre 1945 | octobre 1947   | Jacques Vergnières               | MRP          | |
| octobre 1947   | mai 1953       | Jean Bigot                       |              | |
| mai 1953       | mars 1965      | Alfred Lamy                      |              | |
| mars 1965      | septembre 1968 | Antonin Gaillard                 | Rad.         | Industriel Conseiller général du canton d'Issoire (1961-1967) |
| octobre 1968   | mars 1971      | Jean Poncie                      |              | |
| mars 1971      | mars 1977      | Jean Grolier                     | RI puis UDF  | Médecin Conseiller général du canton d'Issoire (1967-1973) |
| mars 1977      | mars 1989      | Jacques Lavédrine                | PS           | Instituteur Député de la 3e circonscription du Puy-de-Dôme (1978-1986) Député du Puy-de-Dôme (1986-1988) Député de la 4e circonscription du Puy-de-Dôme (1988-1993) Conseiller général du canton d'Issoire (1973-1992)                |
| mars 1989      | mars 2008      | Pierre Pascallon                 | RPR puis UMP | Professeur agrégé Député du Puy-de-Dôme (1986-1988) Député de la 4e circonscription du Puy-de-Dôme (1993-1997) Conseiller général du canton d'Issoire (1992-2004)                                                                     |
| mars 2008      | mars 2014      | Jacques Magne                    | PS           | Retraité de l'enseignement |
| mars 2014      | En cours       | Bertrand Barraud                 | LR           | Vétérinaire Conseiller départemental du canton d'Issoire (depuis 2015) Conseil départemental du Puy-de-Dôme Vice-Président (depuis 2021) Président d'Issoire Communauté (2014-2017) Président de l'Agglo Pays d'Issoire (depuis 2020) |

### Intercommunalité
Issoire a été, jusqu'en 2016, le siège de la communauté de communes Issoire Communauté. Celle-ci a fusionné le 1er janvier 2017 avec sept autres communautés de communes. La nouvelle structure intercommunale, comptant 88 communes et une population de près de 57 000 habitants, est une communauté d'agglomération (Agglo Pays d'Issoire). Le siège demeure Issoire. Le maire d'Issoire Bertrand Barraud en est son président depuis juillet 2020.

### Jumelages
- Neumarkt in der Oberpfalz (Allemagne) depuis 1971 ;
- Fossano (Italie) depuis 2018 ;
- Mont-Laurier (Québec) depuis 2020.

## Équipements et services publics

### Enseignement
Issoire dépend de l'académie de Clermont-Ferrand.
Dans l'enseignement public, la commune gère cinq écoles maternelles et élémentaires ; en dehors de l'école maternelle Murat et de l'école élémentaire Bizaleix, les établissements forment un groupe scolaire (Barrière, Centre, faubourg et Pré Rond).
En fonction de la rue de résidence, ces élèves poursuivent leur scolarité aux collèges de Verrière ou Les Prés, situés dans la commune, et gérés par le conseil départemental du Puy-de-Dôme ; puis au lycée Murat (géré par la région), toujours dans la commune, pour les filières générales et STMG. Les élèves suivant la filière STI2D sont scolarisés aux lycées Lafayette ou Roger-Claustres à Clermont-Ferrand.
Il existe aussi le lycée professionnel Henri-Sainte-Claire-Deville.
Dans l'enseignement privé, les élèves effectuent leur scolarité dans l'institution Sévigné-Saint-Louis (école élémentaire, collège et lycée).

### Santé
Le Centre hospitalier Paul-Ardier est le principal lieu de soin à Issoire. Il occupe son adresse actuelle depuis la Révolution. Le bâtiment est un ancien couvent des capucins érigé en 1609.

## Population et société

### Démographie

#### Évolution démographique
L'évolution du nombre d'habitants est connue à travers les recensements de la population effectués dans la commune depuis 1793. Pour les communes de plus de 10 000 habitants les recensements ont lieu chaque année à la suite d'une enquête par sondage auprès d'un échantillon d'adresses représentant 8 % de leurs logements, contrairement aux autres communes qui ont un recensement réel tous les cinq ans,.

En 2022, la commune comptait 15 078 habitants, en évolution de +2,84 % par rapport à 2016 (Puy-de-Dôme : +2,1 %, France hors Mayotte : +2,11 %).
| 1793  | 1800  | 1806  | 1821  | 1831  | 1836  | 1841  | 1846  | 1851  |
| ----- | ----- | ----- | ----- | ----- | ----- | ----- | ----- | ----- |
| 4 951 | 5 095 | 5 454 | 5 929 | 5 990 | 5 741 | 5 224 | 5 702 | 5 889 |

| 1856  | 1861  | 1866  | 1872  | 1876  | 1881  | 1886  | 1891  | 1896  |
| ----- | ----- | ----- | ----- | ----- | ----- | ----- | ----- | ----- |
| 6 067 | 6 159 | 6 063 | 5 876 | 6 250 | 6 303 | 6 265 | 6 182 | 6 011 |

| 1901  | 1906  | 1911  | 1921  | 1926  | 1931  | 1936  | 1946  | 1954  |
| ----- | ----- | ----- | ----- | ----- | ----- | ----- | ----- | ----- |
| 5 791 | 5 603 | 5 658 | 5 660 | 6 037 | 6 719 | 6 421 | 7 115 | 8 541 |

| 1962   | 1968   | 1975   | 1982   | 1990   | 1999   | 2006   | 2011   | 2016   |
| ------ | ------ | ------ | ------ | ------ | ------ | ------ | ------ | ------ |
| 10 454 | 11 886 | 13 673 | 13 674 | 13 559 | 13 773 | 14 016 | 14 170 | 14 662 |

| 2021   | 2022   | - | - | - | - | - | - | - |
| ------ | ------ | - | - | - | - | - | - | - |
| 15 014 | 15 078 | - | - | - | - | - | - | - |

#### Pyramide des âges
En 2018, le taux de personnes d'un âge inférieur à 30 ans s'élève à 34,4 %, soit un taux comparable à la moyenne départementale (34,2 %). Le taux de personnes d'un âge supérieur à 60 ans (29,5 %) est supérieur au taux départemental (27,9 %).
En 2018, la commune comptait 7 254 hommes pour 7 960 femmes, soit un taux de 52,32 % de femmes, supérieur au taux départemental (51,59 %).
Les pyramides des âges de la commune et du département s'établissent comme suit :
| Hommes | Classe d’âge | Femmes |
| ------ | ------------ | ------ |
| 0,6    | 90 ou +      | 2,3    |
| 7,5    | 75-89 ans    | 13,3   |
| 15,2   | 60-74 ans    | 19,4   |
| 19,7   | 45-59 ans    | 18,1   |
| 17,9   | 30-44 ans    | 16,7   |
| 21,0   | 15-29 ans    | 16,1   |
| 18,0   | 0-14 ans     | 14,1   |

| Hommes | Classe d’âge | Femmes |
| ------ | ------------ | ------ |
| 0,7    | 90 ou +      | 2,1    |
| 7,4    | 75-89 ans    | 10,2   |
| 17,7   | 60-74 ans    | 18,6   |
| 20,2   | 45-59 ans    | 19,2   |
| 18,4   | 30-44 ans    | 17,4   |
| 18,6   | 15-29 ans    | 17,2   |
| 17     | 0-14 ans     | 15,3   |

### Manifestations culturelles et festivités
Depuis 1987 a lieu en juillet le Festival International de Danses et Musiques du Monde d'Issoire. Ce festival prend place au cœur de la ville avec des animations, des concerts, parades ou ateliers de danse.
Depuis l’été 2014, une animation hebdomadaire estivale est organisée chaque vendredi soir de l’été : dénomination : Vendred’Issoire. Dans le quartier de la Halle aux Grains cette manifestation a d’année en année pris de l’ampleur et rassemble chaque vendredi soir des milliers de personnes.

### Sports et loisirs
La toute première société sportive d’Issoire est créée en 1884 (gymnastique, le tir, l’escrime, l’instruction militaire). C’est l’ancêtre de la grande fédération sportive, l’USI actuelle (créée durant la Seconde Guerre Mondiale), qui regroupe environ 80 sections/disciplines sportives. 7000 sportifs actifs viennent pratiquer leur discipline à Issoire, qu’ils viennent de la commune même ou du vaste territoire que constitue son bassin de vie.
A l’époque contemporaine et encore dans les années 2010-2020, 4 disciplines sportives se distinguent :
- en rugby : USI Rugby en Fédérale 1 ;
- en basket-ball : USI Basket-ball féminin ;
- en volley-ball : USI volley-ball : « Pôle espoir féminin » (filière vers le niveau professionnel) ;
- en cyclisme : Issoire a été ville-étape du Tour de France (arrivée ou départ) en 1985, 2005, 2011 et 2023[53], ville-étape de la « Grande boucle féminine » au milieu des années 2000, ville-étape du Mondovélo en 2011. Nombreuses manifestations et compétitions cyclistes de niveau régional.

Autres manifestations : championnat de France de ski de fond d’été, Ailes et Volcans, Trans’Yssoirienne.
En 2016, la ville a présenté sa candidature dans la catégorie des villes de 15 000 à 20 000 habitants au « challenge de la ville la plus sportive du Massif-Central ».[réf. nécessaire]

#### Équipements sportifs
La ville dispose de trois complexes sportifs, de quatre gymnases, d'une base nautique, d'un circuit automobile, d'un aérodrome, d'un stade nautique et de plusieurs stades.

## Économie et industrie

### Historique et contexte
Placée à la croisée de multiples zones agricoles entre Sancy, Cézallier, et Livradois, et par ailleurs, sise sur les bords de l’Allier remontant vers les villes de Moulins et de Nevers où la rivière rejoint la Loire, l’économie issoirienne est restée longtemps soutenue par son rôle de carrefour marchand, de ville d’artisanat traditionnel et de petits commerces.
Avec l’arrivée du chemin de fer en 1855, puis l’implantation d’un régiment de l’armée de terre en 1913, un nouveau souffle a été donné et son rayonnement s’est accru, facilité par le raccordement à la capitale régionale Clermont-Ferrand. Une première étape de modernisation économique est alors franchie.
C’est dès le tout début du XXe siècle que la vocation industrielle principale d’Issoire s’oriente vers le secteur d’activité tout nouveau pour l’époque : l’aéronautique. Avec l’installation en 1905 d’une usine de Wassmer Aviation de maintenance d’avions et de planeurs (aujourd’hui « Issoire Aviation » à l’activité plus diversifiée, avec en particulier « Rexxia », la première entreprise au monde ayant construit un avion entièrement en carbone), c’est le début d’un rapide développement industriel qui s’est largement amplifié avec la métallurgie et la sidérurgie.
Ainsi la SCAL (aujourd’hui Constellium après plusieurs changements de propriétaire-actionnaire au fil des décennies) spécialisée dans l’alliage aluminium est installée durant la Seconde Guerre mondiale à Issoire et non pas Clermont-Ferrand, du fait d’une situation géographique moins exposée à l’instabilité guerrière. Fait original, et fruit d’une collaboration très étroite entre des ingénieurs français et russes « soviétiques », la plus puissante des presses hydrauliques du « monde occidental » est construite à Issoire dans les années 1970. Cette presse géante permet d’honorer des programmes industriels comme pour le bénéfice d'Airbus, par le matriçage de l’aluminium.
D’autres secteurs d’activités sont fortement présents à Issoire, comme la fourniture d’alternateurs automobile (Ducellier jusqu’en 1985) d’essuie-glaces (Valeo qui succède à Ducellier), l’agro-alimentaire (Rochias, Limagrain), etc.
En 1988, la vocation commerciale d’Issoire est réaffirmée avec l’inauguration de l’hyper-marché Continent (aujourd’hui Carrefour) sur les bords de l’A75, première étape de l’installation d’un grand nombre d’enseignes de la distribution dans toutes sortes de domaines, formant une vaste zone commerciale très attractive.
À la fin des années 1990/début des années 2000 une expérience industrielle singulière et très originale en France est initiée à Issoire : la conception et la production de la première moto intégralement française : Voxan.
Grâce à leurs très haute performances, à leur valeur ajoutée technologique de très haut niveau, et à leur productivité très élevée, les grandes usines d’Issoire, pour la plupart, ont réussi à traverser les crises économiques successives depuis 1974 (hors Ducellier qui a dû fermer dans les années 1980, mais que Valeo a remplacé). Et, encore en 2020, en dépit de la crise économique mondiale majeure et inédite liée à la Covid-19, l’industrie issoirienne demeure solide.
Cependant, entre les années 2010-2020 commence une diversification essentielle, orientée cette fois vers de nouvelles technologies très avancées.
En dehors de Clermont-Ferrand, Issoire est l’une des villes les plus attractives et dynamiques d’Auvergne dans le domaine industriel et technologique[réf. nécessaire].Au total, 2064 entreprises y sont implantées (allant de l’auto-entrepreneur à la grande entreprise du CAC 40, en passant par un vaste vivier de TPE-PME).

### Entreprises et sites industriels
On peut lister un certain nombre d'usines et de sites industriels significatifs :
- Constellium (ex-Cegedur, groupe Péchiney), métallurgie de l'aluminium ;
- Valeo, équipementier automobile (fabrication d'essuie-glaces) (560 p.)[55];
- Aubert et Duval, pièces forgées, matricées, en alliages d'aluminium et de titane pour l'aéronautique, le spatial, l'armement (groupe Eramet) (400 p[56].);
- Société internationale de forgeage et de matriçage (« Interforge », depuis 1972);
- Rexiaa (créée sous le nom de Rex Composites à Issoire en 1986), matériaux composites pour l'aéronautique (Rexiia Groupe, 500 p.[57]);
- Praxy Centre, récupération et recyclage de métaux (matériel de bureau)[58];
- Braincube, analyse de données (créée en 2007, 10,5M € CA en 2019, 140 p. dont 90 à Issoire)[59];

## Culture locale et patrimoine

### Lieux et monuments

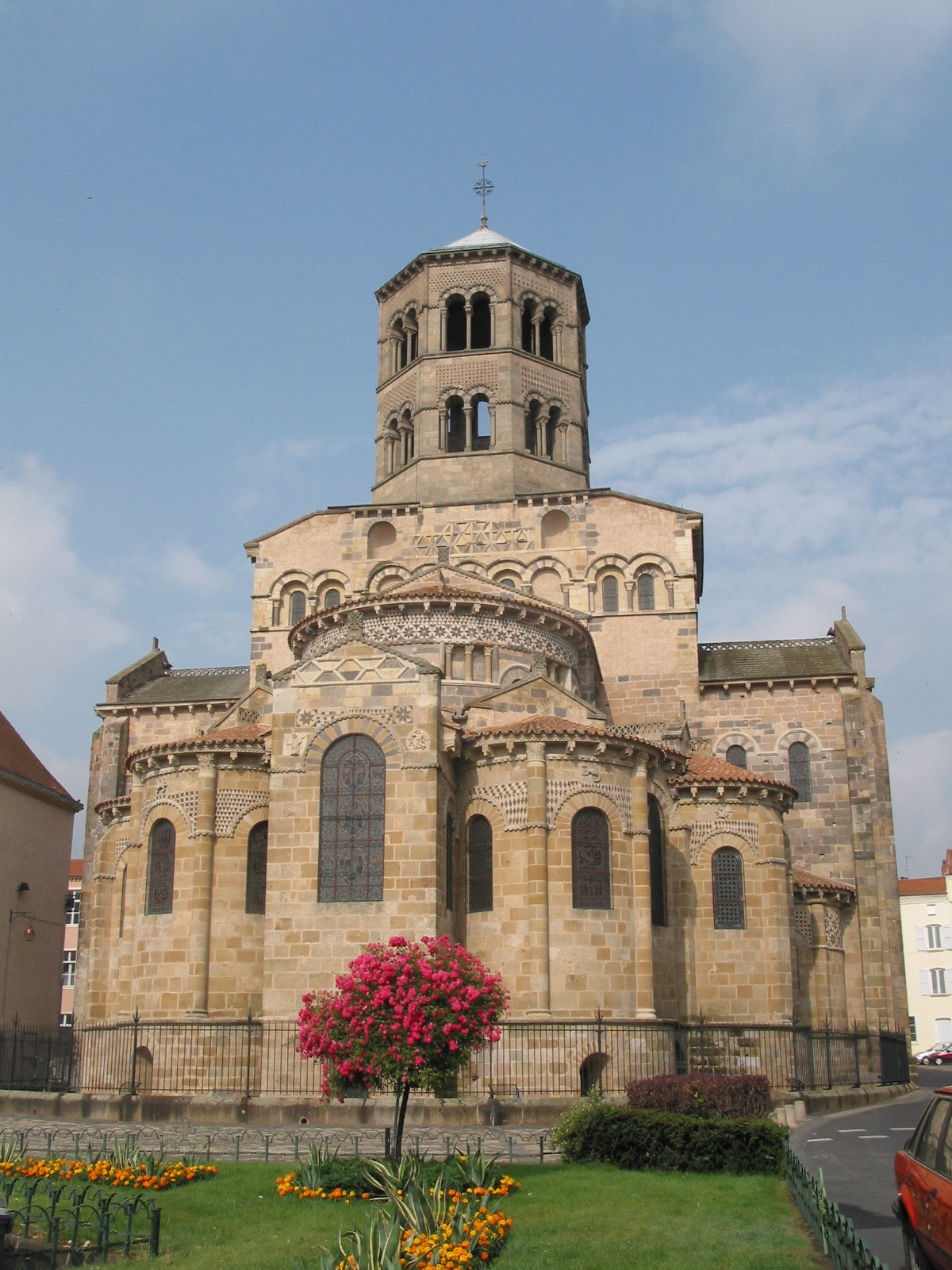
L'église Saint-Austremoine d'Issoire.

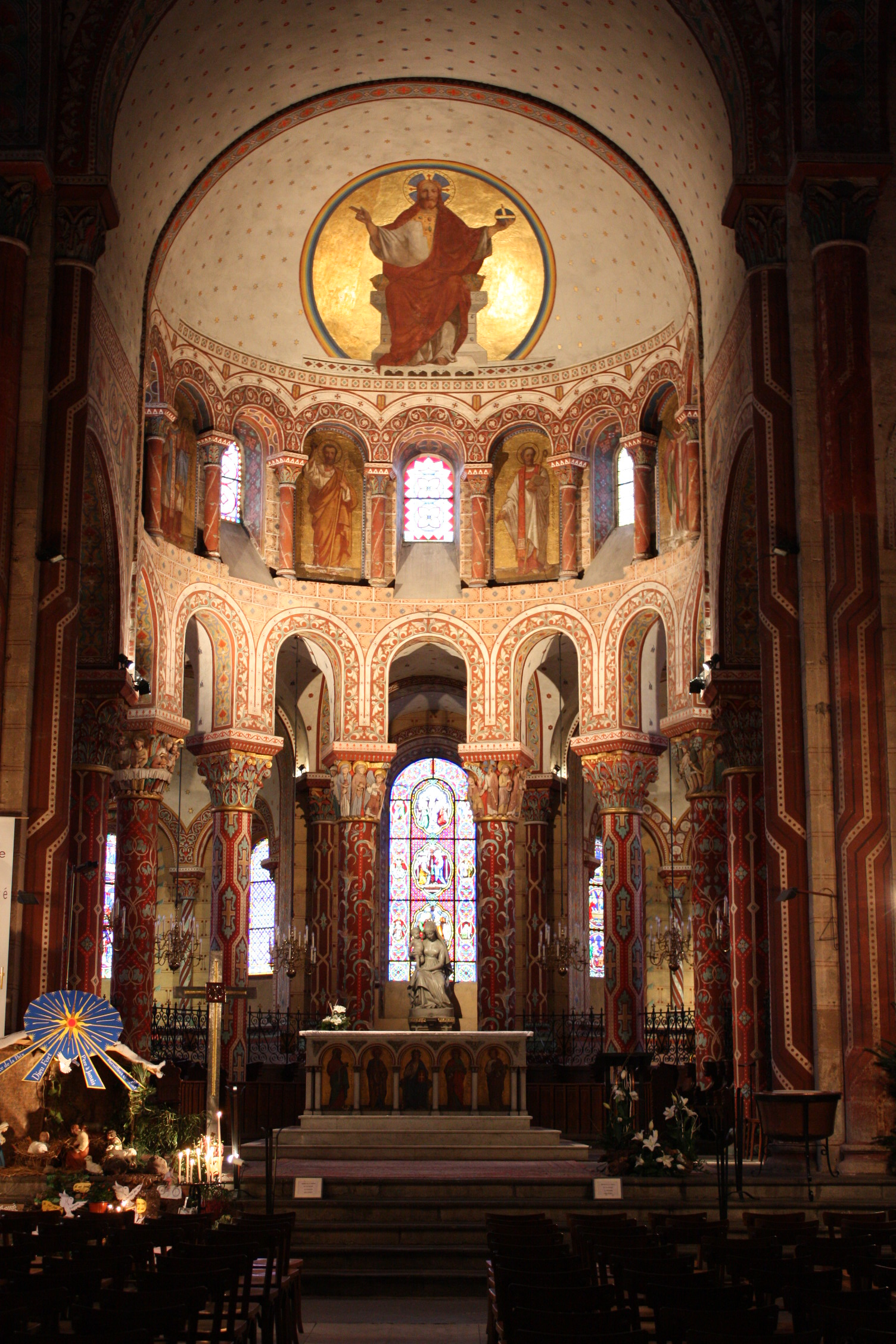
Chœur de l'église Saint-Austremoine.

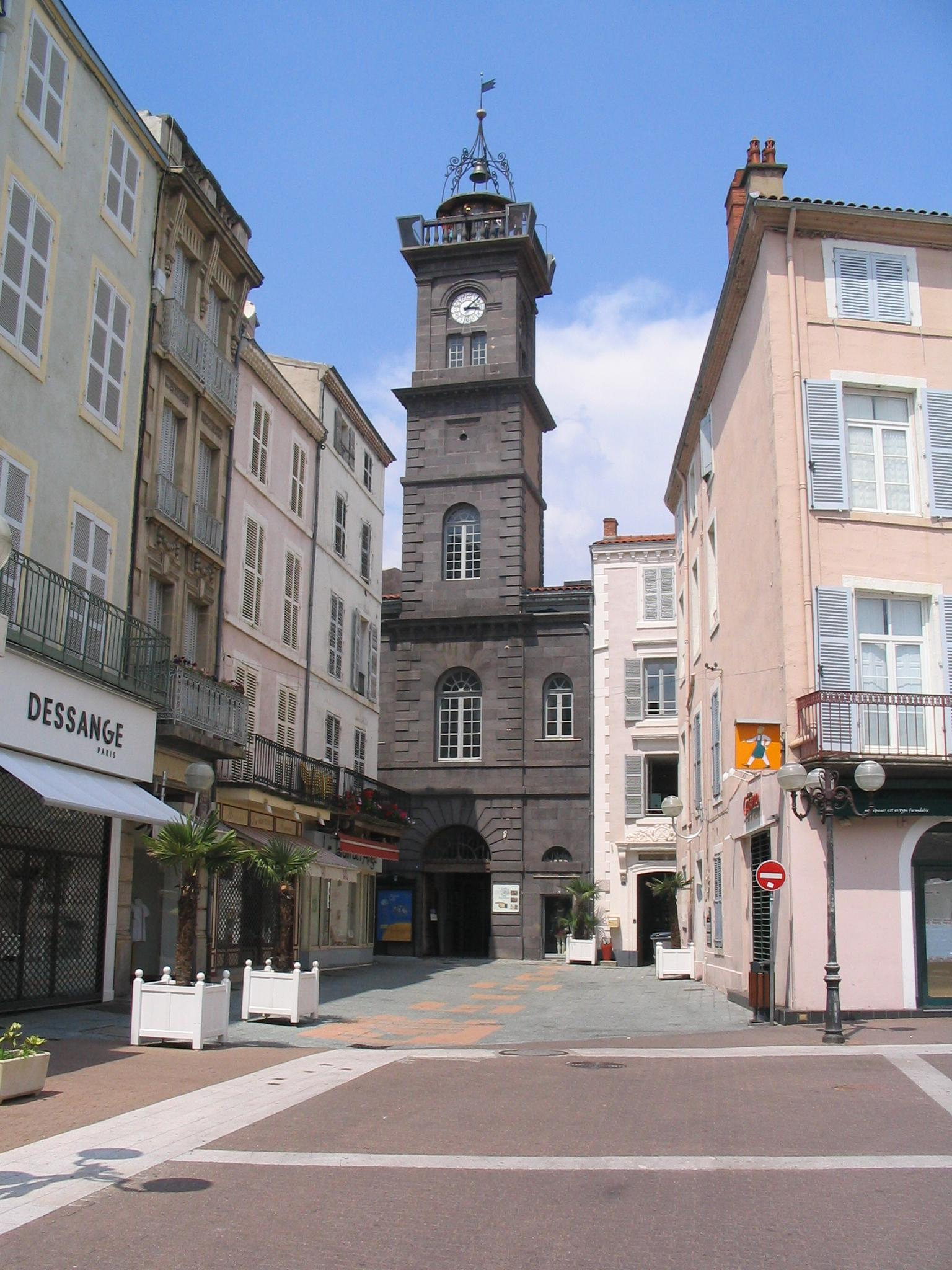
Issoire et sa tour de l'Horloge.

L'église Saint-Austremoine d'Issoire est l'une des cinq églises romanes majeures d'Auvergne, parmi :
- la basilique Notre-Dame-du-Port à Clermont-Ferrand,
- la basilique Notre-Dame d'Orcival,
- l'église de Saint-Nectaire,
- l'église Notre-Dame de Saint-Saturnin.

Elle est classée monument historique depuis 1840.
Ancienne église abbatiale bénédictine, elle fut bâtie au XIIe siècle grâce à différentes arkoses et calcaires.
Saccagée par le capitaine huguenot Merle lors des guerres de religion, elle fut restaurée plusieurs fois aux XIXe et XXe siècles. Elle est classée au titre des monuments historiques depuis 1835.
Le chevet est la partie la plus valorisée de l'édifice et accuse, par son parti à chapelle axiale rectangulaire déjà rencontré à Souvigny et Saint-Menoux, le milieu du XIIe siècle. À l'intérieur, ce qui frappe c'est la couleur, qui date de 1859. Les chapiteaux du rond-point sont historiés et centrés sur la Passion du Christ. Ils racontent : la Cène, la visite des femmes au tombeau, les apparitions du Christ à Marie-Madeleine, etc.
Les chapiteaux du chœur illustrent différents moments vécus par le Christ entre le jeudi Saint et le dimanche de Pâques. Ils sont probablement le fruit de sculpteurs expérimentés venus du Languedoc.
Sous le chœur se trouve une crypte. On y trouve une belle châsse du XIIIe siècle en émail de Limoges. Elle fut achetée par l'abbé Daguillon en 1853 pour y placer les reliques de saint Austremoine. Ses faces décrivent la visite des saintes Femmes au Tombeau et l'apparition du Christ à Marie-Madeleine. Volée en 1963, la châsse a été retrouvée à Hawaii en 1990 après un périple dans le monde. Elle est de nouveau dans la crypte depuis 1992.
- Tour de l'Horloge, rue du Ponteil (à proximité immédiate de la place de la République, place centrale de la ville). L'édifice a été construit au XVe siècle pour servir de tour de guet, de beffroi et de maison communale. Sa restauration en 1830 lui a donné son apparence actuelle. De son sommet, on découvre un vaste panorama qui s'étend des monts du Livradois aux monts Dore.

### Dans la littérature et au cinéma
- Les personnages du conte philosophique Jeannot et Colin de Voltaire sont originaires d'Issoire.
- La ville est un des lieux principaux de l'intrigue du livre Les Copains de Jules Romains.

### Personnalités liées à la commune

#### Nées à Issoire
- Antoine Duprat (1463-1535), chancelier de François Ier.
- Paul Ardier (1563-1628), trésorier de l'Épargne, bienfaiteur de l'hôtel-Dieu d'Issoire, père du suivant.
- Paul II Ardier (1595-1671), président de la Chambre des Comptes de Paris, fils du précédent.
- Antoine Mathias (1753-1828), homme politique, député du clergé aux États généraux de 1789.
- Joseph-Henri Girot de Langlade (1782-1856), magistrat, haut fonctionnaire et homme politique français.
- Auguste Bravard (1803-1861), ingénieur et paléontologue.
- George Hainl (1807-1873), chef d'orchestre, violoncelliste et compositeur.
- Agénor Altaroche (1811-1884), homme de lettres et homme politique.
- Nicolas Auguste Pomel (1821-1898), paléontologue, géologue, botaniste et politicien.
- Luc Christophle (1827-1907), homme politique, député du Puy-de-Dôme de 1861 à 1870.
- Victoire Tinayre (1831-1895), femme de lettres.
- Jeanne Desparmet-Ruello (1847-1937), enseignante et directrice du premier lycée de jeunes filles de France.
- Julien Tinayre (1859-1923), graveur et illustrateur.
- Élisabeth Dodel-Faure (1872-1952), peintre.
- François Albert-Buisson (1881-1961), magistrat, économiste, homme politique (maire d'Issoire et sénateur du Puy-de-Dôme), historien et académicien français.
- Gabriel Bounoure (1886-1969), écrivain.
- Marcel Mazeyrat (1906-1980), coureur cycliste.
- Émile Fayolle (1916-1942), pilote de chasse, Compagnon de la Libération[61], disparu le 19 août 1942 au cours de l'Opération Jubilee[62].
- Jean-Pierre d'Amico (1946-2025), auteur-compositeur-interprète.

#### Autres personnalités
- Louis Kosec (1927-2017), coureur cycliste décédé à Issoire.
- Jean-Claude Brialy (1933-2007) : en 2000, il écrit dans son autobiographie que c’est à Issoire qu'il vit les plus beaux moments de son enfance chez ses grands-parents maternels.
- Le père Kim En Joong (né en 1940), peintre sud-coréen, fit don d'une partie de ses œuvres à la ville.
- Gérard Lenorman (né en 1945), auteur-compositeur-interprète, y a passé une partie de son enfance.

#### Anecdote
Issoire est, avec Ambert, l'une des deux sous-préfectures victimes des canulars arbitraires et anarchisants des sept héros des Copains, roman de Jules Romains paru en 1913. Le choix s'était porté sur ces deux villes car, sur une carte de France, elles lorgnaient d'un mauvais œil les sept amis. Yves Robert en tira en 1964 un film portant le même nom, Les Copains.

### Héraldique
| Blason de Issoire | Blason  | « D'azur à la lettre y d'or, la queue inversée à senestre et enroulée par la pointe, surmontée d'une couronne de marquis du même ». |
| Blason de Issoire | Détails | Le statut officiel du blason reste à déterminer.                                                                                    |